# Grazoprevir
Grazoprevir (MK-5172) es un fármaco aprobado para el tratamiento de la hepatitis C. Ha sido desarrollado por Merck, obteniendo buenos resultados en las fase II y III de investigación cuándo se ha empleado en combinación con elbasvir, con o sin ribavirina.
Grazoprevir es un inhibidor de la proteasa del virus de la hepatitis C. Tiene actividad contra una amplia gama de genotipos del virus de la hepatitis C, incluyendo algunos que son resistentes a otros tratamientos.
notas
El ATC J05AP54 pertenece a la combinación elbasvir/grazoprevir.